# Landesamt für Finanzen Nordrhein-Westfalen
Das Landesamt für Finanzen Nordrhein-Westfalen (abgekürzt: LaFin NRW) ist eine Landesoberbehörde, die dem Ministerium für Finanzen des Landes Nordrhein-Westfalen unterstellt ist. Das Landesamt für Finanzen nimmt vielfältige Aufgaben wahr, ist jedoch nicht im Bereich der Steuerverwaltung tätig und nicht mit einem Finanzamt zu verwechseln.

## Geschichte
Das LaFin NRW ist im September 2013 durch die Zusammenlegung der nach Auflösung des Landesamtes für Personaleinsatzmanagement (LPEM) im Geschäftsbereich des Finanzministeriums des Landes Nordrhein-Westfalen verbliebenen Projekte, der bislang in der Bezirksregierung Düsseldorf angesiedelten Landeskasse und des seinerzeit im Finanzministerium angesiedelten EPOS.NRW Competence Center (CC EPOS.NRW), welches das Projekt EPOS.NRW durchführte, entstanden.
Von der Gründung 2013 bis zum 31. März 2019 wurde die Dienststelle von Hanns-Lothar Endell geleitet. Ab April 2019 bis Ende 2024 wurde das Landesamt für Finanzen von Wolfgang Pohl geleitet. Seit Januar 2025 steht die Dienststelle unter der Leitung von Lars Philipp Tolckmitt. 
2019 wurde die beim Ministerium der Finanzen NRW angesiedelte Landeshauptkasse Teil des Landesamtes für Finanzen. Die Landeskasse Düsseldorf wurde zeitgleich in die Landeshauptkasse überführt.
Im September 2020 gingen die Aufgaben im Bereich des Haushalts- und Rechnungswesen als Bestandteil des Projekts EPOS.NRW zum Landesbetrieb Information und Technik Nordrhein-Westfalen (IT.NRW) in das neu gegründete SAP Competence Center (SAP CC) über.

## Aufgaben

### Landeshauptkasse
Die Landeshauptkasse ist Teil des Landesamtes für Finanzen und nimmt die ihre und die bisherigen Aufgaben der Landeskasse Düsseldorf nach § 79 Absatz 1 Nummer 1 der Landeshaushaltsordnung wahr. Die Landeshauptkasse arbeitet auf Anweisung für die Dienststellen des Landes NRW. Sie besteht aus mehreren Referaten, u. a. Zahlungsverkehr, Buchführung und Vollstreckung.
- Zahlungsverkehr  Der Zahlungsverkehr ist für den Einzahlungs- und Überweisungsverkehr und die Liquiditätsplanung zuständig.
- Buchführung  Die Buchführung ist für die ordnungsgemäße Buchung der Ausgaben und Einnahmen der Dienststellen des Landes NRW und u. a. der Abrechnungskonten verantwortlich.
- Vollstreckung  In ihrer Funktion als Vollstreckungsbehörde ist die Landeshauptkasse NRW zuständig für die Beitreibung öffentlich-rechtlicher Forderungen nach Maßgabe des Verwaltungsvollstreckungsgesetzes NRW und des Justizbeitreibungsgesetzes.

### Landesweites Personalmarketing und Personaleinsatzprojekte
Das Landesamt für Finanzen hat zudem die Aufgabe, die Landesbehörden und -einrichtungen bei der Personalgewinnung sowie bei der landesweiten Vermittlung von Beschäftigten zu unterstützen. Dazu betreibt es das Karriereportal des Landes Nordrhein-Westfalen (Karriere.NRW) mit integrierter Jobbörse (vormals eigenständig als Stellenmarkt.NRW bekannt), um das Land als Arbeitgeber darzustellen sowie Stellenangebote für interne und externe Bewerber zu veröffentlichen.

### Fremdsprachendienst der Landesregierung NRW
Der Fremdsprachendienst übersetzt Schriftstücke zur Zusammenarbeit mit internationalen Partnern des Landes NRW.

### Unterhaltsforderungen
Das Landesamt für Finanzen nimmt seit dem 1. Juli 2019 die Geltendmachung und Vollstreckung der auf das Land Nordrhein-Westfalen übergegangenen Unterhaltsforderungen wahr.

### Betreuung
Das Landesamt für Finanzen nimmt seit dem 1. Januar 2023 auch die Aufgaben einer Betreuungsbehörde wahr.

### Landwirtschaftskammerumlage
Mit der Zentralisierung der Landwirtschaftskammerumlage (LKU) übernimmt das LaFin ab dem Veranlagungszeitraum 2025 die Berechnung, Festsetzung und Erhebung der Umlage.

## Organisation
Die Behörde gliedert sich in fünf Abteilungen, die wiederum in Referate und diese in Fachgebiete aufgeteilt sind.

## Standorte
Die Zentralabteilung und die Dienststellenleitung hat ihren Sitz in Düsseldorf-Golzheim im ehemaligen Gebäude der Hochschule Düsseldorf. Eine Abteilung ist im Gebäude des ehemaligen Versorgungsamtes der Stadt Düsseldorf im Stadtteil Lierenfeld untergebracht. Eine Abteilung befindet sich im Gebäude des ehemaligen Versorgungsamtes der Stadt Essen. Weitere Abteilungen befinden sich in Hamm und Köln (seit April 2022).